# Inscrizione di Rabatak

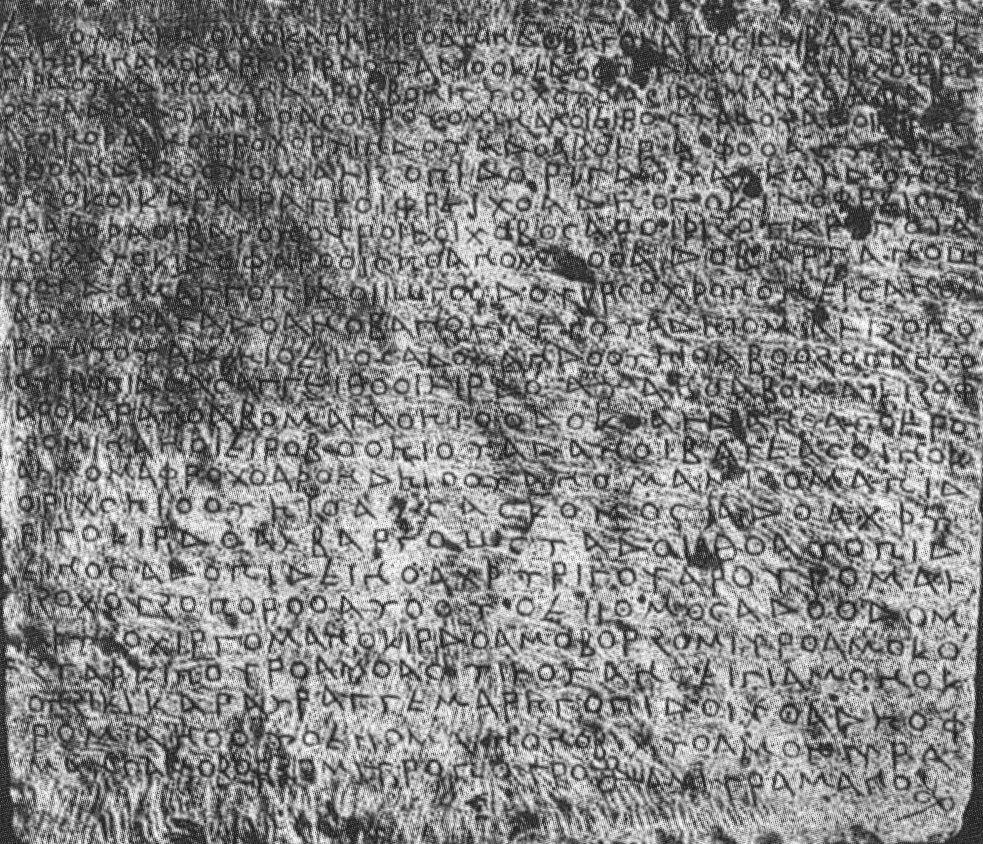
Inscrizione di Rabatak

L'iscrizione di Rabatak è un'iscrizione scolpita in una roccia in lingua battriana e greca, scoperta nel 1993 presso il sito di Rabatak nei pressi di Surkh Kotal in Afghanistan. L'inscrizione è relativa al regno dell'imperatore Kushan Kanishka, e fornisce importanti indizi sulla genealogia della dinastia Kushan.

## Scoperta
La scritta fu trovata vicino alla sommità di una collina artificiale (un sito Kushan) lungo la principale strada che collega Kabul a Mazar, a sud-est del passo Rabatak che segna il confine tra le province di Baghlan e Samangan. Fu trovata da un mujahideen afgano mentre scavava una trincea, assieme a molte altre opere in pietra quali le zampe di un gigantesco leone di pietra, poi scomparse. Un operatore inglese della Halo Trust che stava sminando il territorio parlò di questa scoperta e filmò l'inscrizione. Alla fine il filmato giunse ad una delle poche persone in grado di leggere il greco-battriano, il professore Nicholas Sims-Williams della School of Oriental and African Studies. Capì che si trattava di un'inscrizione simile a quella famosa trovata a Surkh Kotal dalla Delegation Archeologique Francaise en Afghanistan negli anni cinquanta. Aveva comunque bisogno di immagini migliori per verificarne l'autenticità e decifrarla.
A causa della guerra civile scoppiata in Afghanistan passarono anni prima che il compito potesse essere svolto. Nell'aprile del 2000 lo storico inglese Jonathan Lee, specialista di storia afgana, si spostò con Robert Kluijver, direttore della Society for the Preservation of Afghanistan's Cultural Heritage, da Mazar-i Sharif a Pul-i Khumri, il capoluogo della provincia di Baghlan, per trovare la pietra. Alla fine la trovarono in un negozio del Department of Mines and Industry. Il dottor Lee scattò delle foto che permisero a Sims-Williams di tradurla.
Nel luglio 2000 Robert Kluijver accompagnò una delegazione del Museo di Kabul a Pul-i Khumri per recuperare la pietra (pesante tra i 500 ed i 600 chili). Fu portata in macchina a Mazar-i Sharif, e da qui a Kabul. In quel periodo i Talebani avevano una politica favorevole alla conservazione del retaggio culturale afgano, compreso quello pre-islamico. L'inscrizione, il cui valore storico è stato nel frattempo verificato dal professor Sims-Williams, è stata il punto di forza della mostra dei pochi reperti rimasti nel Museo di Kabul, che portarono all'inaugurazione del museo stesso il 17 agosto 2000. I Talebani protestarono per l'esposizione di oggetti di epoca pre-islamica, il museo fu chiuso e l'inscrizione portata al sicuro. Seguì un duro attacco contro gli oggetti storici non islamici, culminato con la distruzione dei Buddha di Bamiyan e di altre statue antiche (a partire da febbraio 2001).
Oggi l'inscrizione di Rabatak si trova di nuovo esposta presso il riaperto Museo di Kabul.
Il sito di Rabatak, visitato di nuovo da Robert Kluijver nel marzo 2002, è stato saccheggiato e distrutto (il saccheggio fu operato con bulldozer), a quanto si dice per mano del comandante locale di Rabatak.

## Principali ritrovamenti

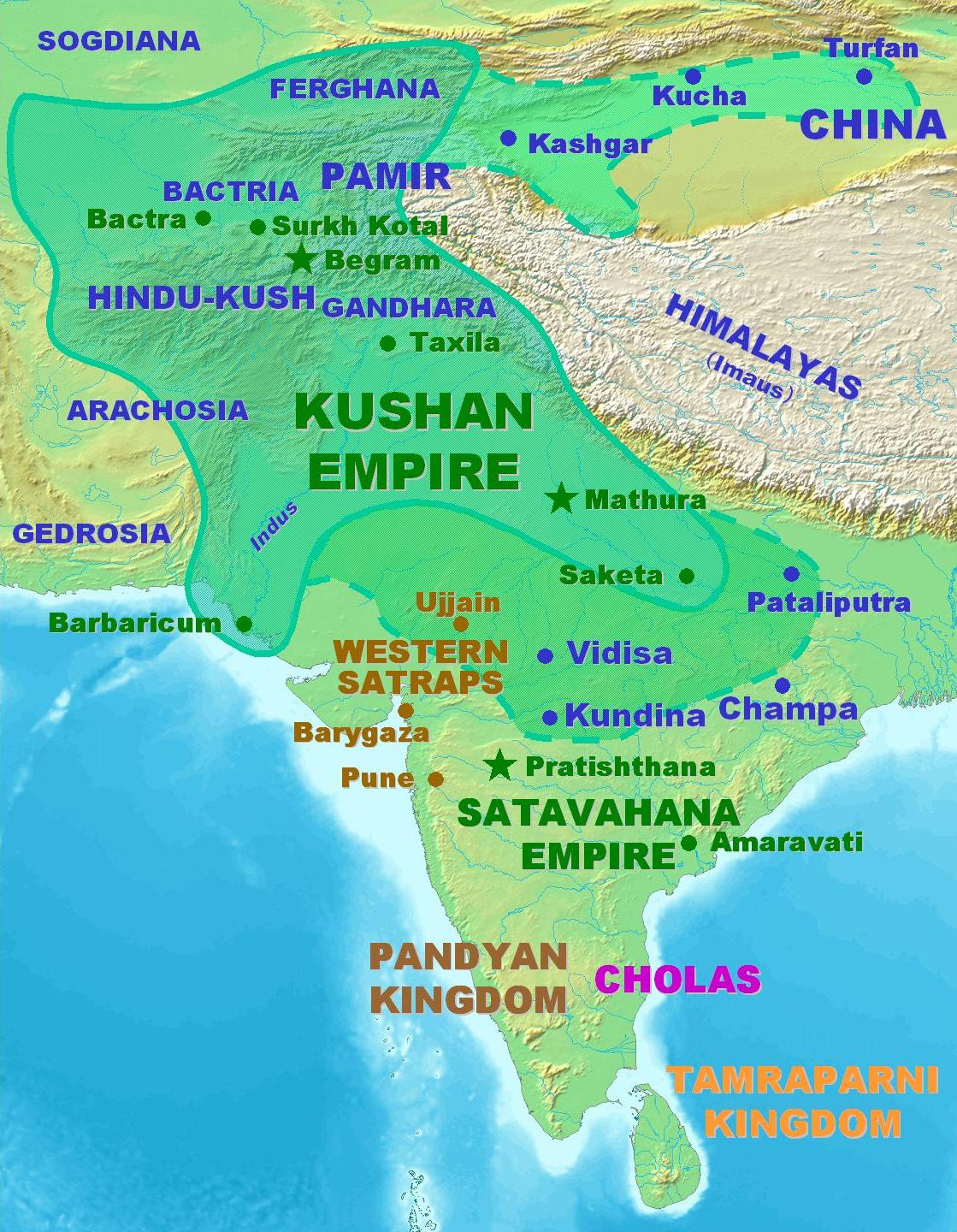
Territori dei Kushan al tempo di Kaniska, secondo l'inscrizione di Rabatak

### Religione
Le prime righe dell'inscrizione descrivono Kanishka come:

### La "lingua arya"
La riga seguente riguarda la scrittura della scritta stessa, e dice che la lingua usata da Kanishka nell'inscrizione era la lingua aryana.

### Ere di regno
Inoltre Kanishka annunciava l'inizio di una nuova era con l'anno 1 del suo regno, abbandonando la Grande Era Arya usata in precedenza, che probabilmente faceva riferimento all'era Azes del 58 a.C.

### Estensione territoriale
Le linee dalla 4 alla 7 descrivono le città governate da Kanishka, tra cui si possono identificare quattro nomi: Saketa, Kausambi, Pataliputra e Champa (nonostante il testo non chiarisca se Champa fosse un possedimento di Kanishka o si trovasse poco oltre). L'inscrizione di Rabatak è utile per delimitare l'estensione del regno Kushan al tempo di Kanishka, che allargò l'impero ben oltre i confini precedenti:
("Ancient Indian Inscriptions", S. R. Goyal, p. 93.)

### Successione
Infine Kanishka elenca i re che avevano regnato fino a quel momento: Kujula Kadphises, il suo bisnonno, Vima Takto, il nonno, Vima Kadphises, il padre, ed egli stesso:
(Cribb and Sims-Williams 1995/6: 80)